# 伊莉莎白·蒙塔古

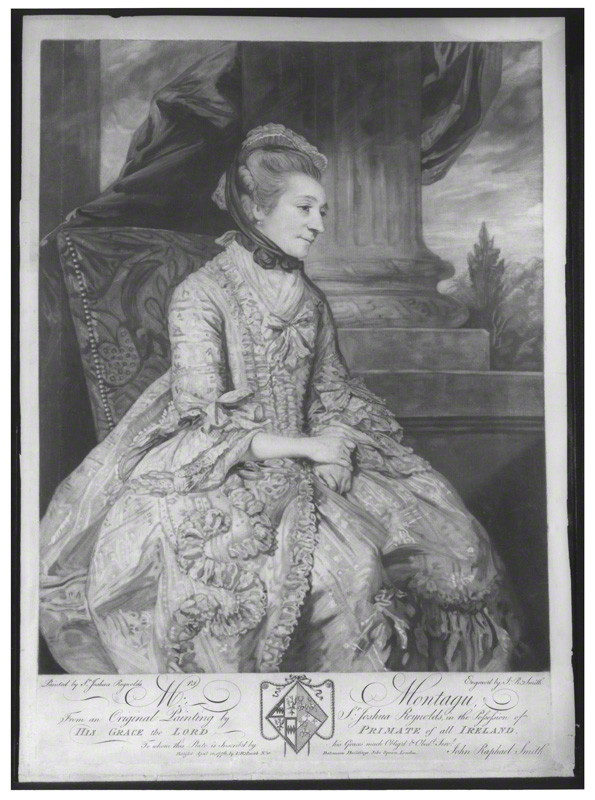
伊丽莎白·蒙塔古的木板画像，原画由约书亚·雷诺兹绘制于1776年

伊丽莎白·蒙塔古（Elizabeth Montagu，原姓Robinson，1718年10月2日—1800年8月25日）是一名英格兰社会改革家、艺术赞助人、作家，蓝袜社由她创立。伊丽莎白出生于约克郡的一个富贵之家，1742年嫁给第一代三明治伯爵爱德华·蒙塔古的孙子爱德华，她在伦敦举办自己的沙龙，沙龙上社会名流云集，1750年代后开始举办蓝袜社，探讨文学艺术

## 扩展阅读
- Eger, Elizabeth. . New Haven, Ct.: Yale University Press. 2008. ISBN 978-0300141030.
- Pohl, Nicole. . San Marino, Calif: Huntington Library. 2003: 30–31, 60, 105, 263. ISBN 9780873282024.
- Pohl, Nicole. . Huntington Library Quarterly. 2019, 81 (4): 443–463  [2021-06-21]. S2CID 159969104. doi:10.1353/hlq.2018.0029. （原始内容存档于2020-02-20）.